# Gastromicans
Gastromicans Mello-Leitão, 1917 è un genere di ragni appartenente alla famiglia Salticidae.

## Distribuzione
Le 6 specie oggi note di questo genere sono diffuse in America centrale e meridionale.

## Tassonomia
Questo genere venne rimosso dalla sinonimia con Beata Peckham & Peckham, 1895 da uno studio dell'aracnologo Maddison del 1996.
A maggio 2010, si compone di sei specie:
- Gastromicans albopilosa (Simon, 1903)[2] — Brasile, Paraguay
- Gastromicans hondurensis (Peckham & Peckham, 1896) — Guatemala, Honduras
- Gastromicans levispina (F. O. P.-Cambridge, 1901) — Panama
- Gastromicans noxiosa (Simon, 1886) — Bolivia
- Gastromicans tesselata (C. L. Koch, 1846) — Brasile
- Gastromicans vigens (Peckham & Peckham, 1901) — Brasile, Argentina